# Otiorhynchus laevigatus
Otiorhynchus laevigatus — вид долгоносиков-скосарей из подсемейства Entiminae.

## Описание
Жук длиной 5,5—6,5 мм. Весь чёрного цвета, головотрубка без явственного киля, с гладкой тонкой средней линией. Глаза слабовыпуклые. Переднеспинка и надкрылья в почти одинаковой, умеренно густой пунктировке. Надкрылья короткие яйцевидные у самцов, широкие и короткие у самок, у обоих полов сильно выпуклые, со слабыми точечными бороздками, точки которых мало различимы на промежутках. Первая бороздка и вершина шва коротко, ямкообразно углублены.

## Экология
Населяет лесную зону, кроме севера тайги.